# Строительная надпись Хуитана
«Строительная надпись Хуитана» — принятое название лапидарного мангупского эпиграфического памятника XIV века, написанного на византийском греческом языке, повествующего о строительных работах по перестройке стены и башен крепости в 1300—1301 или 1361—1362 году в балке Табана-дере. Камень с надписью был вторично использован при устройстве гробницы в большой базилике, хранится в фондах Херсонесского музея.

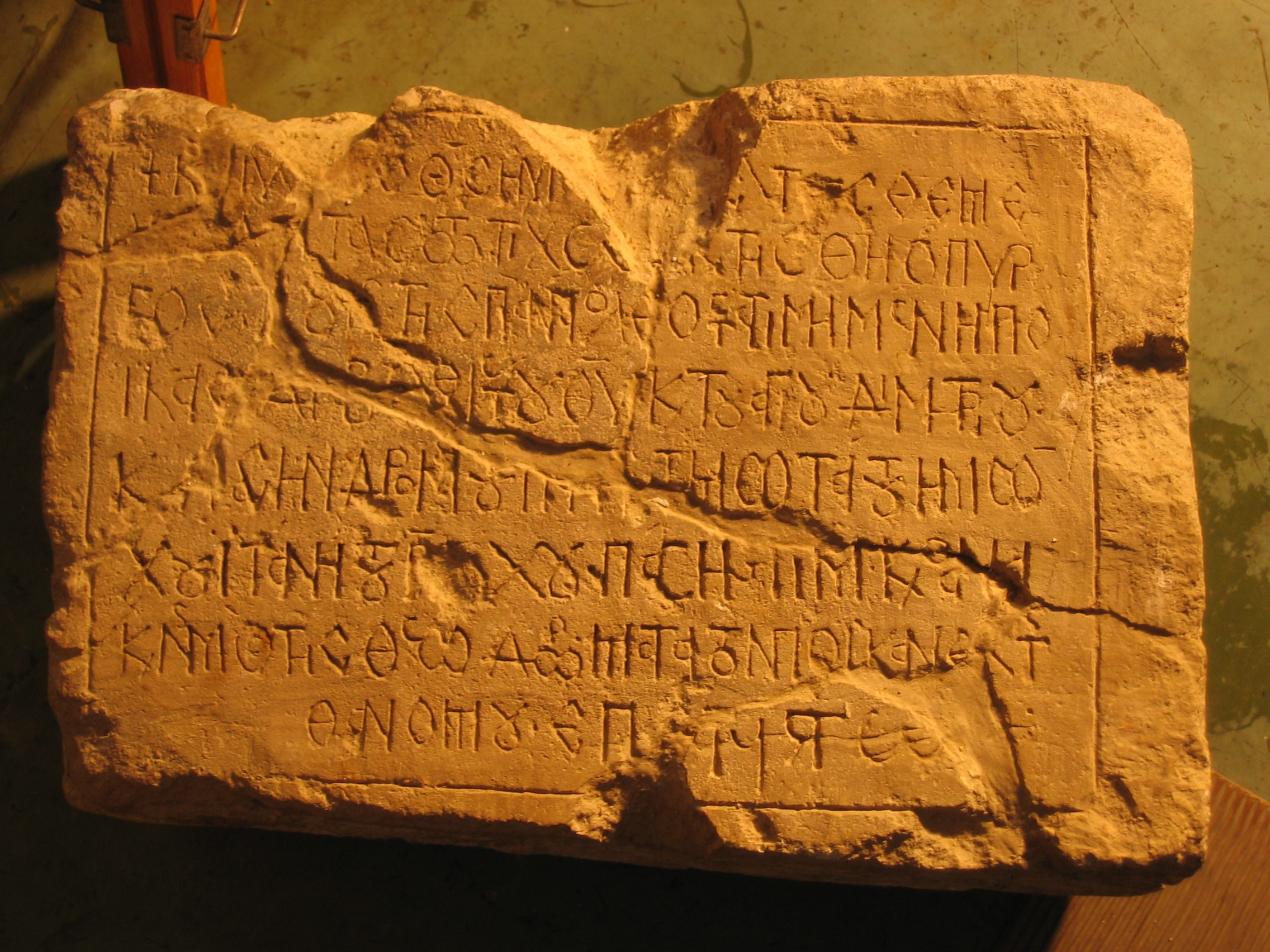
Надпись Хуитана

## Описание
Артефакт представляет собой известняковый блок со следами пожара, высотой 33,0 см, шириной 49,0 см и толщиной 26,5 см, с рамкой по краю. Блок разбит на несколько частей со сколами по верхнему краю. Внутри рамки помещён текст, выполненный обычным поздневизантийским шрифтом, с буквами высотой 2,3 см, относимый к ранней (XIV век) феодоритской эпиграфике.
ср.-греч. [Κ(ύρι)[ε] Ἰ(ησο)ῦ [Χ(ριστέ)], ὁ θ(εὸ)ς ἡμ[(ῶν)], [σῶ]σ(ον) τ[οὺ]ς θεμελιώσαντας τὸ τῖχο[ς· ἐκ]τίσθη ὁ πύργος τοῦτ(ος) τῆς πανπόλεος τετιμημένης Ποΐκας διὰ βοηθί(α)ς τοῦ θ(εο)ῦ καὶ τοῦ ἁγίου Δημητρίου καὶ σηνδρομ(ῆς) τοῦ [παν]τιμιωτάτου ἡμῶν Χουϊτάνη τοῦ (ἑκατοντ)[άρ]χου, πάσης τιμ(ῆ)ς· κ(αὶ) ὁ ἀνακαιν(ισ)μὸς τῆς Θεοδωρ(οῦς) μετὰ τὸν Ποΐκαν ἔκτ(ισ)θαν ὁμοῦ ἐπὶ ἔτ(ους) ͵ςωθ̣´ resp. ͵ςωο̣ — Господи Иисусе Христе, Бог наш, спаси создавших эту крепость. Построена эта башня всегорода почтенной Пойки при помощи Божьей и святого Димитрия и при содействии всечестнейшего нашего Хуитана сотника, всякой чести; и обновление Феодоро: вместе с Пойкой построены вместе в 6809 (или: 6870) году
Предполагается, что отсутствие особой обработки других сторон блока, помимо лицевой, говорит о предназначении камня для вставки в стену какой-то постройки (по контексту — башни).
По мнению историков, надпись извещает о реконструкции оборонительной системы Мангупа, проведённой в XIV веке, в результате которой в этом месте стены и баши были передвинуты примерно на 100 метров выше по балке Табана-дере от предыдущей ранневизантийской стены. А. Ю. Виноградов, напротив, считает, что с большей вероятностью плита с надписью предназначалась для укрепления на Бойке, но, пострадав в пожаре, не была туда доставлена.

## История изучения
Надпись была найдена и опубликована Лепером в 1913 году при раскопках Большой базилики. Первый исследователь памятника Н. В. Малицкий, в распоряжении которого была достаточно четкая фотография камня, реставрированного с восстановлением утрат, опубликовал перевод и трактовку текста, оспариваемую Виноградовым. Трактуя слово ср.-греч. ΠΑΝΠΟΛΕΩΣ как ср.-греч. πάνω πόλεως (что неверно грамматически), Малицкий выдвинул предположение о разделении Мангупа на две части: верхнюю крепость Пойку и нижний город Феодоро (данная теория ничем более не подтверждена), он же предложил прочтение даты на надписи ср.-греч. ςωθ, как «6870», то есть 1361—1362 год. В свою очередь А. Ю. Виноградов полагает, что дата может быть прочтена и как 1300—1301 год и считает, что и та, и другая дата равновероятны. В. Л. Мыцем была предложена готская этимология имени Хуитан со значением «белый», не имеющая достаточного подтверждения. Также Мыц восстанавливал «звание» Хуитана, как турмарх (военачальник), что, по Виноградову, опровергается грамматически (в надписи для этого не хватает места для букв). В случае титулатуры Хуитана как сотника — «гекатонтарха» (ср.-греч. εκατονταρχου), Мыц обращает внимание на первое подобное упоминание в крымской эпиграфике этой должности.

## Хуитани
В своё время Н. В. Малицким была выдвинута версия, поддержанная А. А. Васильевым, что сотник (гекатонтарх надписи) Хуйтани носил и христианское имя Димитрий, отождествляя его с упоминаемым Кеппеном «ханом Манлопским Димитрием», участником битвы на Синих Водах, оговариваясь, что «здесь едва ли можно выйти за пределы исторических догадок, поскольку приходится оперировать лишь предположительно установленными фактами». С тех пор утвердилось мнение, что Хуйтани-Димитрий был первым известным правителем (князем) Мангупа. Из исторических источников же известно, что хан Димитрий (или Демир-бей), после поражения при Синих Водах откочевал со своей ордой за Дунай, на земли Венгерского короля Лайоша I — то есть, участник битвы «хан Манлопский Димитрий» отношения к Мангупу не имел и отождествлять его с Хуйтани нельзя. Прочтение же Мыцем титула Хуитани, как турмарх не подтверждается палеографическими исследованиями.